# 持組
持組（もちぐみ）は、江戸幕府の組織。将軍の弓や鉄砲を持つ部隊と言う意味であるが実態は将軍直衛の弓･鉄砲隊である。
持筒組と持弓組があり、前者は鉄砲隊である。時代によって増減するが寛永9年（1632年）は持筒組四組、持弓組は三組であった。各組は持之頭(持筒頭･持弓頭)の元、与力10人･同心50人で構成された。